# انانیمس کانتنت
انانیمس کانتنت (به انگلیسی: Anonymous Content) شرکت سرگرمی‌ساز تأسیس یافته ۱۹۹۹ توسط مدیر عامل اجرایی استیو گولین است. این شرکت در لس آنجلس با دفاتر در کالور سیتی و نیویورک مستقر است.